# Xã Hallock, Quận Peoria, Illinois
Xã Hallock (tiếng Anh: Hallock Township) là một xã thuộc quận Peoria, tiểu bang Illinois, Hoa Kỳ. Năm 2010, dân số của xã này là 1.600 người.